# Doliops bakeri
Doliops bakeri är en skalbaggsart som beskrevs av Heller 1924. Doliops bakeri ingår i släktet Doliops och familjen långhorningar.
Artens utbredningsområde är Filippinerna. Inga underarter finns listade i Catalogue of Life.